# لوئیزا دیوگو
لوئیزا دیوگو (انگلیسی: Luísa Diogo؛ زادهٔ ۱۱ آوریل ۱۹۵۸) یک سیاست‌مدار اهل موزامبیک است. وی نخست‌وزیر موزامبیک از فوریه ۲۰۰۴ تا ژانویه ۲۰۱۰ بود. او پس از ۹ سال نخست‌وزیری پاسکال موکومبی جایگزین وی شد. قبل از سمت نخست‌وزیری، او وزیر برنامه‌ریزی و امور مالی بود و او همچنان این پست را تا فوریه ۲۰۰۵ نگه داشت. او نخستین زن نخست‌وزیر موزامبیک بود. دیوگو حزب فرانلیو را نمایندگی می‌کند که از زمان استقلال در سال ۱۹۷۵ کشور را اداره کرده‌است.